# IFA Wartburg (zespół muzyczny)
IFA Wartburg – istniejący w latach 1984–1999 niemieckojęzyczny satyryczny szwedzki zespół muzyczny, założony przez Magnusa Michaeli’ego i Nilsa Lundwalla działających pod pseudonimami Rolf Kempinski i Heinz Klinger.
Nazwa zespołu nawiązuje do samochodów Wartburg produkowanych w zakładach IFA, z kolei teksty piosenek parodiują język typowy dla propagandy komunistycznej NRD.
Twórczość zespołu korzystała z wpływów wielu gatunków, w tym m.in. bossy novy (Frau Gorbatschowa tanzt Bossanova), pop/ska (Freie Deustche Jugend) oraz jazzu i swingu (Spaßjazz).

## Geneza powstania zespołu
Magnus Michaeli i Nils Lundwall założyli zespół IFA Wartburg w 1984 roku, gdy ci uczęszczali do pierwszej klasy liceum. Ich rodzinna miejscowość, Upplands Väsby, była bardziej znana z muzyki heavymetalowej, lecz założyciele zespołu nie wykazali zainteresowania tym gatunkiem. Twórcy zespołu określili gatunek ich twórczości jako "rosyjski pop", łącząc go z propagandowym obrazem Niemieckiej Republiki Demokratycznej. Sama nazwa IFA Wartburg została wybrana, ponieważ z założenia Wartburg miał być lepszym samochodem niż Trabant. Inspiracją dla utworów były między innymi fragmenty wschodnioniemieckich podręczników pokazane Nilsowi i Magnusowi w szkole. Sami twórcy utworów natomiast rzekomo nie znali języka niemieckiego, w związku z czym mieli m.in. korzystać ze słowników leksykonu rymowanego.
Album Im Dienste des Sozialismus został w większości nagrany w mieszkaniu Magnusa Michaeli'ego, w którym urządzono studio nagrań Gorbyland. W 1994 duet nawiązał kontakt z prowadzącym program na falach Bayerischer Rundfunk, do którego wysłano kasetę demonstracyjną duetu. Rok później zespół otrzymał informację zwrotną o pozytywnych opiniach słuchaczy oraz chęci pomocy w zdobyciu kontraktu płytowego, wskutek czego wytwórnia Plattenmeister wyraziła chęć współpracy.

## Dyskografia
- Im Dienste des Sozialismus, LP (płyta ilustrowana(inne języki) z wizerunkami Ericha Honeckera i szwedzkiej królowej Sylwii) - 1998
- Im Dienste des Sozialismus, CD - 1998
- Der Berliner, CD EP - 1998

### Im Dienste des Sozialismus
Im Dienste des Sozialismus (niem. W służbie socjalizmu) to jedyny znany opublikowany album zespołu. Album ten zdołał przyciągnąć uwagę niemieckich mediów między innymi poprzez trasę koncertową w Niemczech w 1999 roku.
Nieoficjalny teledysk piosenki Freie Deustche Jugend (tytuł pochodzi od nazwy młodzieżówki partii komunistycznej NRD) zdobył ponad 8 milionów wyświetleń w serwisie YouTube (stan na marzec 2025 roku).

### Pozostała twórczość zespołu
Pozostałe utwory zespołu nie osiągnęły znacznego sukcesu komercyjnego, a część z nich jest obecnie dostępna jedynie na oficjalnym kanale YouTube zespołu. Spośród tych utworów warto wymienić m.in.:
- Meine Möbeln in Köln (nagranie z koncertu) - 1999[5]
- Sessel aus Kassel, dystrybucja cyfrowa (Plattenmeister) - 1998[6]
- Wenn IFA Wartburg Spielt - 1999 (teledysk 2023)[7]
- Biologie und Pathologie des Weibes - 1985 (teledysk 2017)[8]
- Das Mauer Power - 1989 (teledysk 2009)[9]
- Sorbisches Fischerlied - album Medikamentedose (wyd. Plattenmeister) - 1999[10]
- Wo ist mein Kassler? - 1985[11]

W obliczu rosnącej popularności zespół wznowił swoją działalność na YouTube, publikując nagranie z koncertu w Szwajcarii z 1999 roku oraz dwa nieopublikowane dotąd utwory - Wenn IFA Wartburg Spielt i Wo ist mein Kassler?. 
Ponadto funkcjonuje oficjalna strona zespołu, będąca blogiem prowadzonym rzekomo przez dawnego współpracownika, na którym znaczna część postów kontynuuje satyrę utrzymującą się w klimatach NRD, np. poprzez szczegółowy opis rzekomej próby zamachu na jednego z członków zespołu, Heinza Klingera, pełniącego funkcje współpracownika Volkspolizei podczas obchodów Święta Pracy, dokonanej za pomocą kanapki z kotletem mielonym (niem. Grilletta), z której ketchup wytrysnął wprost na okulary Heinza.

## Rozpad zespołu
Zespół został rozwiązany w 1999 roku wskutek nieporozumień pomiędzy założycielami zespołu oraz chęci zachowania dotychczasowego, mieszczańskiego stylu życia. Magnus Michaeli obecnie pracuje jako nauczyciel, a w wywiadzie w 2017 roku przyznał, że wciąż utrzymuje okazjonalny kontakt z Nilsem Lundwallem, aczkolwiek nie tworzą oni już razem muzyki od 1999 roku. Sam Magnus obecnie komponuje muzykę ku uciesze własnej rodziny.